# Paweł Sacewicz

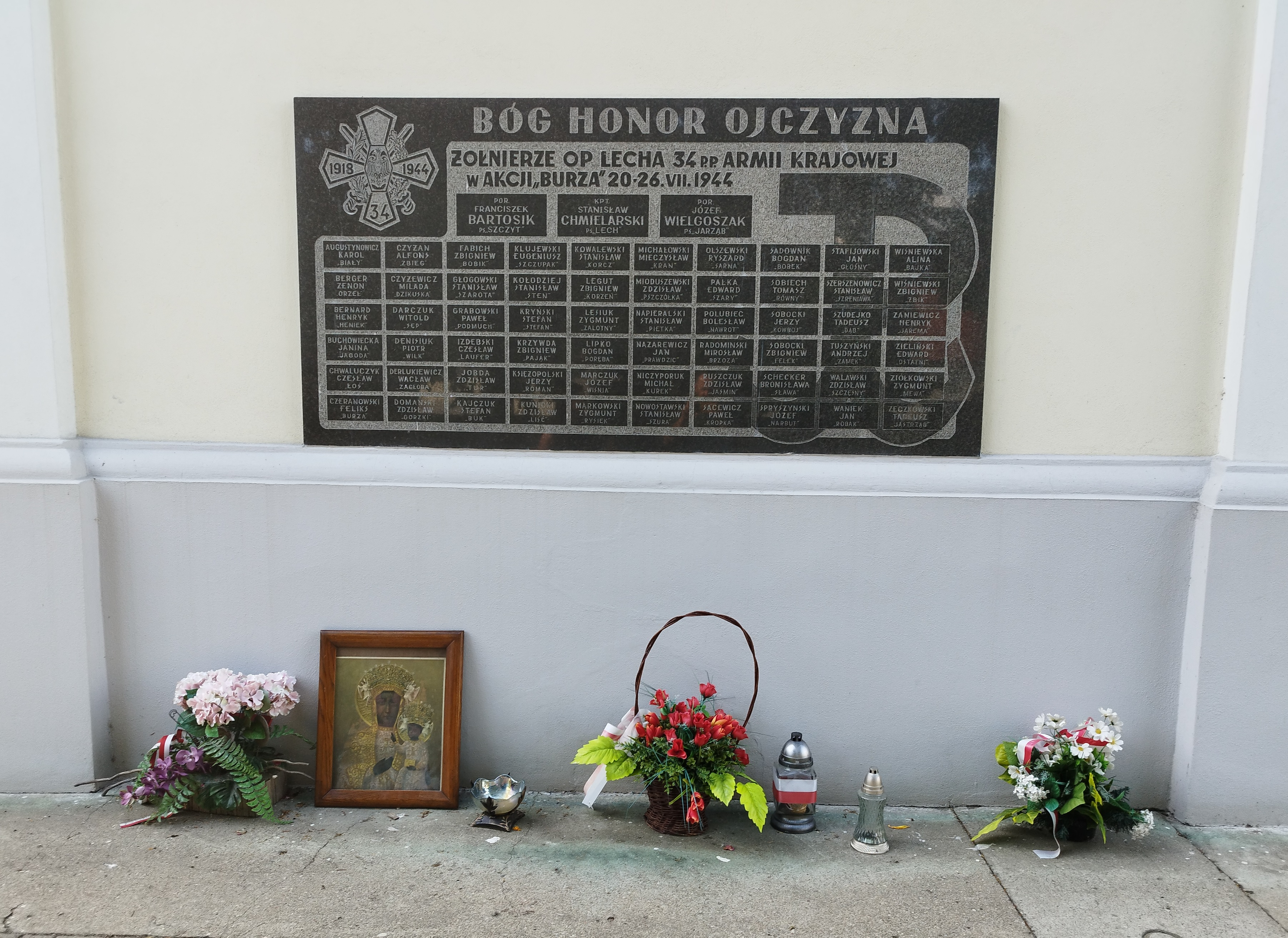
Tablica pamiątkowa, na kościele św. Anny w Białej Podlaskiej

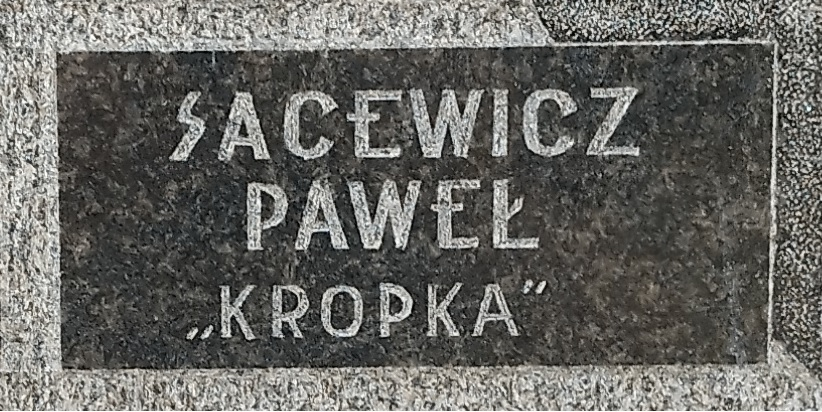
Powiększenie części tablicy

Paweł Sacewicz ps. „Kropka” (ur. 25 lipca 1920 w Połoskach, zm. 28 sierpnia 1991 w Warszawie) – sierżant Armii Krajowej, podporucznik Zrzeszenia WiN, naczelnik gminy Krasnosielc i Rzekuń.

## Młodość
Paweł Sacewicz, syn Pawła i Kazimiery z domu Makaruk, urodził się i dorastał w miejscowości Połoski, gmina Piszczac. W wieku 9 lat, po śmierci ojca, wraz z matką przeprowadził się do jej rodziny w Łomazach, gmina Łomazy. W 1934 ukończył Szkołę Powszechną w Łomazach. Pracował w lokalnym warsztacie ślusarsko-kowalskim. W 1937 r. rozpoczął naukę w Szkole Podoficerów Lotnictwa dla Małoletnich w Bydgoszczy. Wraz ze szkołą na początku 1938 roku przeniósł się do Krosna. Wybuch drugiej wojny światowej zastał go na Wyższym Kursie Pilotażu w Centrum Wyszkolenia Lotnictwa nr 1 w Ułężu koło Ryk, gdzie odbywał szkolenie na samolotach myśliwskich. Wybuch wojny przerwał naukę w szkole na miesiąc przed jej ukończeniem.

## Wojna
Wraz z jednostką ewakuował się w rejon Krzemieńca na Wołyniu. Młodzi adepci lotnictwa zostali pojmani i rozbrojeniu w Dubnie, a następnie osadzeniu w miejscowych koszarach. Zbiegł z niewoli sowieckiej i udał się do rodzinnych Łomaz.
W okresie od sierpnia 1940 roku do sierpnia 1941 brał udział w pracy konspiracyjnej w ramach Kadry Polski Niepodległej, organizowanej w tym rejonie przez księdza proboszcza parafii w Rossoszu, Stanisława Forysia. Następnie został członkiem ZWZ, potem AK. W okresie konspiracji był dowódcą oddziału Kedywu w rejonie VI (Łomazy) obwodu Biała Podlaska. Od początku 1944 r. uczestniczył w tworzeniu oddziału specjalnego Kedywu na terenie obwodu Biała Podlaska kapitana Stanisława Chmielarskiego „Lecha”. Od kwietnia tego roku został dowódcą drużyny w ww. oddziale, a od lipca, w okresie dynamicznego rozwoju oddziału, dowódcą plutonu. Brał udział m.in. w wykonywaniu likwidacji agentów Gestapo (akcja „Kośba”), akcjach bojowych, dywersyjnych, a także odbiorze zrzutów zaopatrzenia od aliantów. Jako dowódca jednego z plutonów 34 pułku, 9 Podlaskiej Dywizji Piechoty Armii Krajowej wziął udział w akcji „Burza”. W ramach akcji w dniach 20.07 – 26.07.1944 r. brał czynny udział w atakach na broniące i wycofujące się oddziały niemieckie na południe od Białej Podlaskiej. 22 lipca oddział pod dowództwem Sacewicza zaatakował oddział osłony torów, składający się z własowców, który rekwirował furmanki w Jaźwinach. 24 lipca wziął udział w zasadzce na niemieckie tabory jadące z rejonu Aleksandrówki i Burwina w kierunku Janówki. 25 lipca brał udział w ataku na niemiecką baterię haubic na grobli pod Jaźwinami.

Węgrzy bardzo szybko, bez udziału w walce, zrejterowali do pobliskiego lasu. Natomiast Niemcy, zaskoczeni seriami broni maszynowej i palbą karabinową, nie stawiając większego oporu, rzucili się do panicznej ucieczki. Wówczas do bezpośredniego ataku poderwał swoją drużynę kpt. „Lech”, a za nią obie zalegające dotychczas na stanowiskach pozostałe grupy. Raptem atakujące znaleźli się przez krótki moment w bardzo krytycznej sytuacji. Oto jeden z bardziej odważnych frontowych żołnierzy oparł się na lawecie jednej z haubic karabin maszynowy i zamierzał koszącymi seriami razić atakujących i celnymi strzałami przygnieść ich do ziemi. Miał przed sobą dość szerokie pole ostrzału i mógł skutecznie wstrzymać ogniem swego km-u rozwiniętych w tyralierę partyzantów, znajdujących się na odkrytej przestrzeni. Jednak w samą porę bodajże w ostatnim momencie, niemieckiego żołnierza z karabinem maszynowym dostrzegł plut. Paweł Sacewicz ps. Kropka. Kilkoma długimi susami – skokami /był mężczyzną wysokim i zwinnym/ dopadając do Niemca, skosił go celną serią swego stena. Wiele się nie zastanawiając skierował gotowy do strzelania karabin maszynowy w stronę uciekających i ostrzeliwujących się niemieckich żołnierzy.

Po akcji „Burza” wraz z większością II batalionu 9 Dywizji ukrył broń i wrócił do codziennego życia. Jesienią 1944 roku uniknął aresztowania przez NKWD. Po okresie ukrywania się, powrócił do organizacji AK. W okresie od kwietnia 1945 r. do września 1945 r. był dowódcą pierwszej drużyny, a następnie plutonu, w oddziale podporucznika Stanisława Bogdanowicza „Toma", o kryptonimie KD-121. Brał udział m.in. w ataku na więzienie w Białej Podlaskiej 21 maja, który poskutkował uwolnieniem 5 więźniów - żołnierzy podziemia antykomunistycznego. 20 lipca 1945 r. ukończył Szkołę Podchorążych Piechoty w Konspiracji. Po utworzeniu przez Bogdanowicza nowego rejonu działania oddziału w Międzyrzeczu we wrześniu 1945 roku, Sacewicz został dowódcą oddziału pozostawionego na miejscu, służącego do ochrony Inspektoratu Północ. Następnie został dowódcą patrolu bojowego WiN działającej w rejonie miejscowości Łomazy, Dubów. Ostatnie akcje patrolu były wykonane w styczniu 1947 r.
1 kwietnia 1947 r. ujawnił się w Powiatowym Urzędzie Bezpieczeństwa w Białej Podlaskiej. Służbę w konspiracji zakończył w stopniu podporucznika.

## Po wojnie
Po ujawnieniu powrócił do edukacji. W 1947 r. uzyskał świadectwo dojrzałości w Liceum Ogólnokształcącym dla dorosłych w Białej Podlaskiej. W tym samym roku rozpoczął studia w Szkole Głównej Gospodarstwa Wiejskiego na kierunku leśnictwo. 
Studia ukończył w czerwcu 1951 r., stopniem inżyniera leśnictwa i magistra nauk agrotechnicznych, broniąc pracę  magisterską pod tytułem „Gleby lasów sosnowo-dębowych i dębowo-sosnowych uroczyska Łopień”.
W trakcie studiów pracował jako laborant w Zakładzie Inżynierii Leśnej i Geodezji SGGW oraz odbywał praktykę w Nadleśnictwie w Chotyłowie, w okolicach Białej Podlaskiej. Po studiach pracował w Szczecińskim Urzędzie Morskim, a następnie w Gdańskim Przedsiębiorstwie Produkcji Leśnej „Las” oraz w Warszawskim Przedsiębiorstwie Produkcji Leśnej „Las”. Od 1973 r. był naczelnikiem gminy Krasnosielc, a następnie sprawował taką samą funkcję w gminie Rzekuń, do przejścia na emeryturę w 1988 r.

## Upamiętnienie
Udział w walce z okupantami upamiętniają dwie tablice w Białej Podlaskiej: na murze kościoła św. Anny i w epitafium przy kościele św. Antoniego.

## Życie prywatne
4 września 1948 r. zawarł związek małżeński z Barbarą Roczkowską. Mieli czterech synów. Zmarł w Warszawie 28 sierpnia 1991 r. Pochowany na cmentarzu parafialnym w Ostrołęce.
Po ujawnieniu się on i jego rodzina byli inwigilowani przez Służbę Bezpieczeństwa.

## Odznaczenia
Paweł Sacewicz był odznaczony:
- Krzyżem Walecznych.
- Krzyżem Kawalerskim Orderu Odrodzenia Polski.
- Złotym Krzyżem Zasługi.
- Krzyżem Partyzanckim.
- Medalem Wojska.
- Złotą Odznaką „Za Zasługi dla Województwa Ostrołęckiego”.
- Złotą Odznaką „Za Zasługi dla Województwa Warszawskiego”.